# Tagbanuwa
Die Tagbanuwa (oder Tagbanwa) leben in der philippinischen Provinz Palawan. Sie gehören zu den ältesten Stämmen auf den Philippinen.

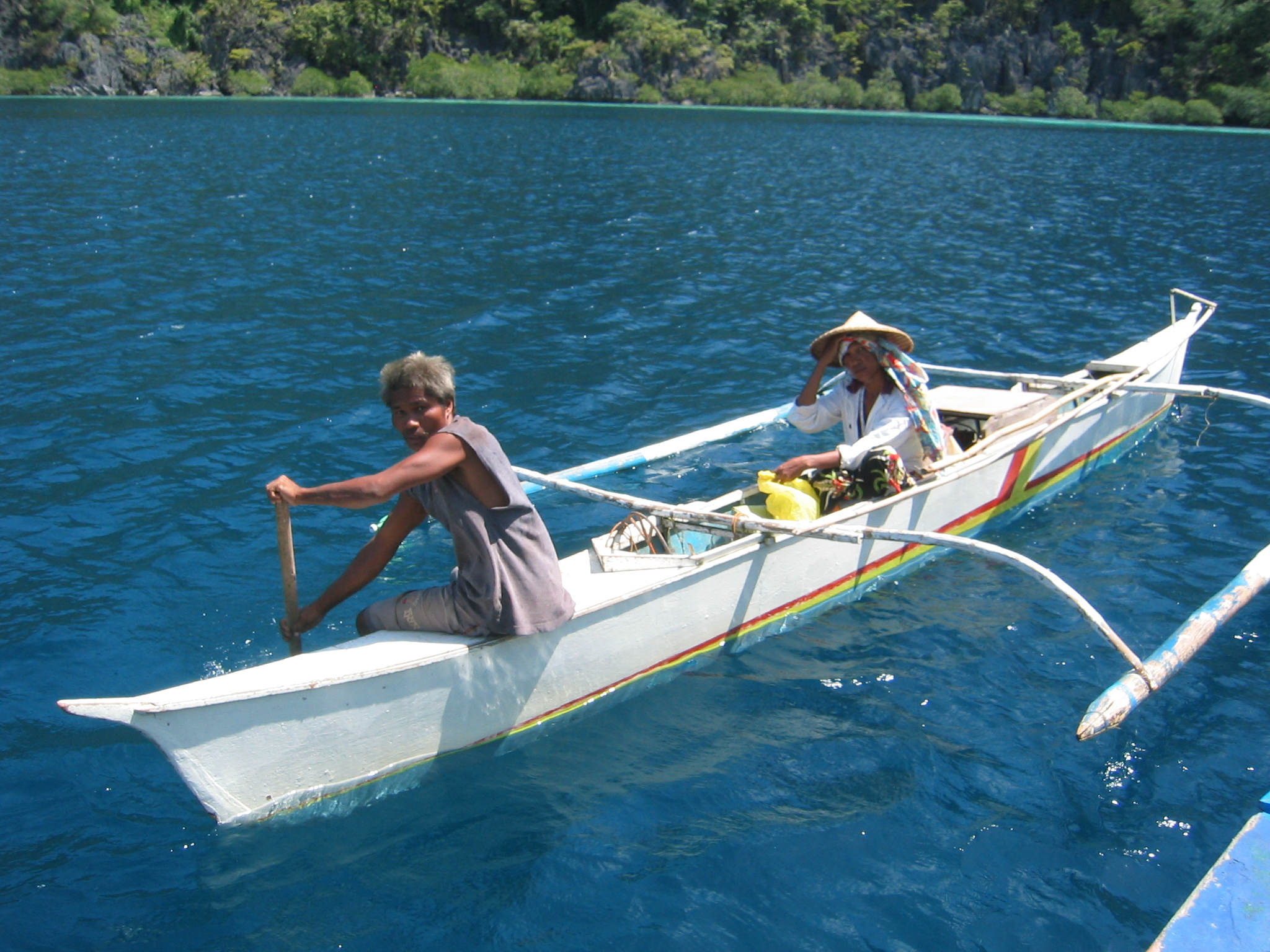
Tagbanuwa auf Coron, 2005

Es werden zwei Gruppen unterschieden:
- Zentral-Tagbanuwa leben in den Küstengebieten Zentral-Palawans in den Gemeinden Aborlan, Quezon und Puerto Princesa
- Calamian-Tagbanuwa leben auf Baras, Busuanga, Coron und einigen Teilen von El Nido

Beide Gruppen sprechen unterschiedliche Sprachen und zeigen auch Unterschiede im Brauchtum.

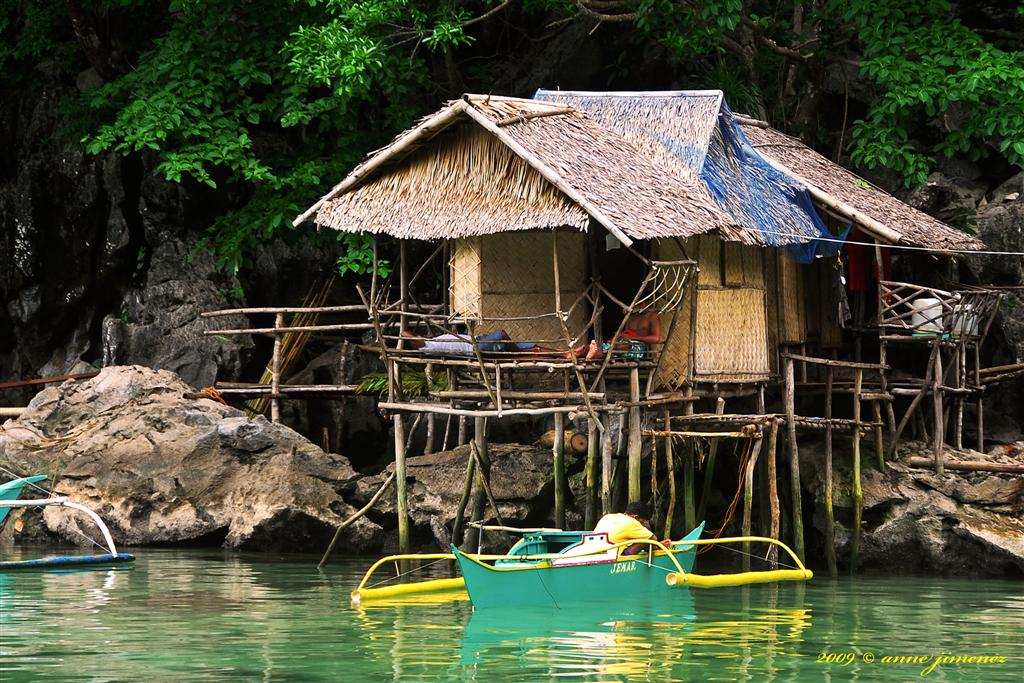
Hütte von Tagbanuwa, 2009

Laut Zensus 2000 zählt der Stamm ungefähr 10.000 Angehörige. 
Die Tagbanuwa leben in beständigen Dorfgemeinschaften und leiten ihren Namen ab von taga = von und banuwa = Dorf ab. Zum Schutz ihrer Lebensweise wurde 1998 das Coron Island Protected Area eingerichtet. Sie gehören zum südostasiatischen Ethnotyp, sind mit der austronesischen Sprachgemeinschaft assoziiert und verfügen über eine einzigartige Silbenschrift, die 1999 von der UNESCO zu den „Erinnerungen der Menschheit“ deklariert wurde (siehe Tagbanuwa-Schrift). Diese Schriftart steht im Zusammenhang mit einem poetischen Stil, der auf die Anzahl von Silben in einer Zeile basiert. 